# Cantonul Saint-Laurent-de-Chamousset
Cantonul Saint-Laurent-de-Chamousset este un canton din arondismentul Lyon, departamentul Rhône, regiunea Rhône-Alpes, Franța.

## Comune
- Brullioles
- Brussieu
- Chambost-Longessaigne
- Haute-Rivoire
- Les Halles
- Longessaigne
- Montromant
- Montrottier
- Saint-Clément-les-Places
- Saint-Genis-l'Argentière
- Saint-Laurent-de-Chamousset (reședință)
- Sainte-Foy-l'Argentière
- Souzy
- Villechenève